# Chemin de fer de la Rhune
Le chemin de fer de la Rhune appelé aussi train de la Rhune ou petit train de la Rhune, est une ligne ferroviaire électrifiée à voie métrique et à crémaillère située en Pays basque dans les Pyrénées-Atlantiques. Il est l'un des rares chemins de fer à crémaillère de France encore en service. Sur une ligne à voie métrique, inaugurée en 1924, roulent pendant la saison touristique des rames d'époque à traction électrique. La ligne relie le col de Saint-Ignace, à 10 km environ à l'est de Saint-Jean-de-Luz au sommet de la Rhune à 905 m d'altitude, sur la frontière franco-espagnole.

## Ligne du col de Saint-Ignace au sommet de La Rhune

### Situation géographique
La ligne fait l'ascension de La Rhune, sommet situé dans les Pyrénées au Pays basque, à la frontière entre l'Espagne et la France. La gare de départ est située au col de Saint-Ignace, à environ 10 km de Saint-Jean-de-Luz entre Ascain et Sare.

### Historique
En 1908, nait l'idée de construire un chemin de fer pour monter au sommet de la Rhune ; le projet se concrétise par le début des travaux en 1912 et la création de la Société anonyme des Chemins de Fer basques en 1913, qui prend le nom de Voies ferrées départementales du Midi (VFDM) en 1914. Les travaux sont suspendus pendant la Première Guerre mondiale ; ils reprennent en 1919 et se terminent en 1924 avec deux inaugurations : le 25 avril pour le premier tronçon jusqu'aux Trois Fontaines et le 30 juin pour la liaison avec le sommet. Durant les années suivantes, hormis la période de la Seconde Guerre mondiale, le site attire de plus en plus de touristes, ce qui se traduit par des investissements concernant par exemple l'aménagement d'un parking en 1958, la construction d'une salle d'attente et d'un couloir pour accéder au sommet, situé à quelques mètres en Espagne, en 1967. Appelée à se prononcer par référendum en 1978, la population de Sare rejette le projet de création d'une route menant au sommet de la Rhune, ce qui permet la survie du train, et la mise en service d'une quatrième rame en 1996.

### Caractéristiques
Le chemin de fer de la Rhune permet, avec ses 4,2 km de voie métrique, de passer de l'altitude de 169 mètres (gare de départ au col de Saint-Ignace), à une altitude de 905 m (gare d'arrivée proche du sommet de la Rhune situé sur la frontière franco-espagnole). Cette ascension bucolique prend trente-cinq minutes, la ligne utilisant la technique du chemin de fer à crémaillère de type Strub, pour pouvoir monter cette pente de 250 mm/m. Pour des raisons de sécurité, le choix de l'énergie motrice a été dès l'origine, en 1924, celui de l'électricité et du courant triphasé. Ces techniques permettent une progression du train à une vitesse moyenne d'environ 8 km/h.

## Matériel roulant ferroviaire

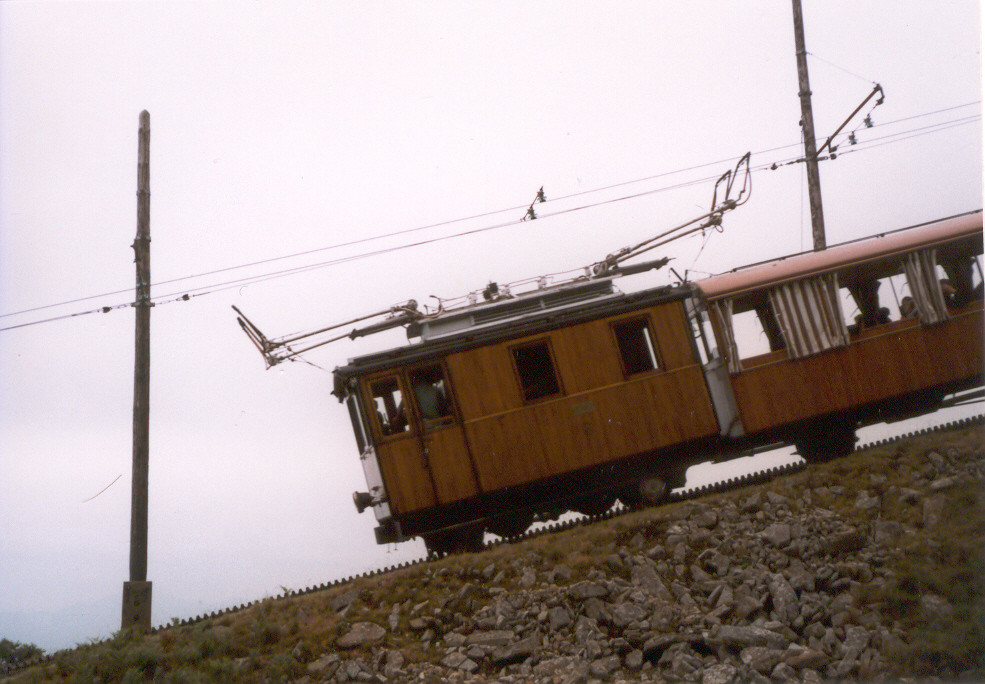
Motrice du train de la Rhune.

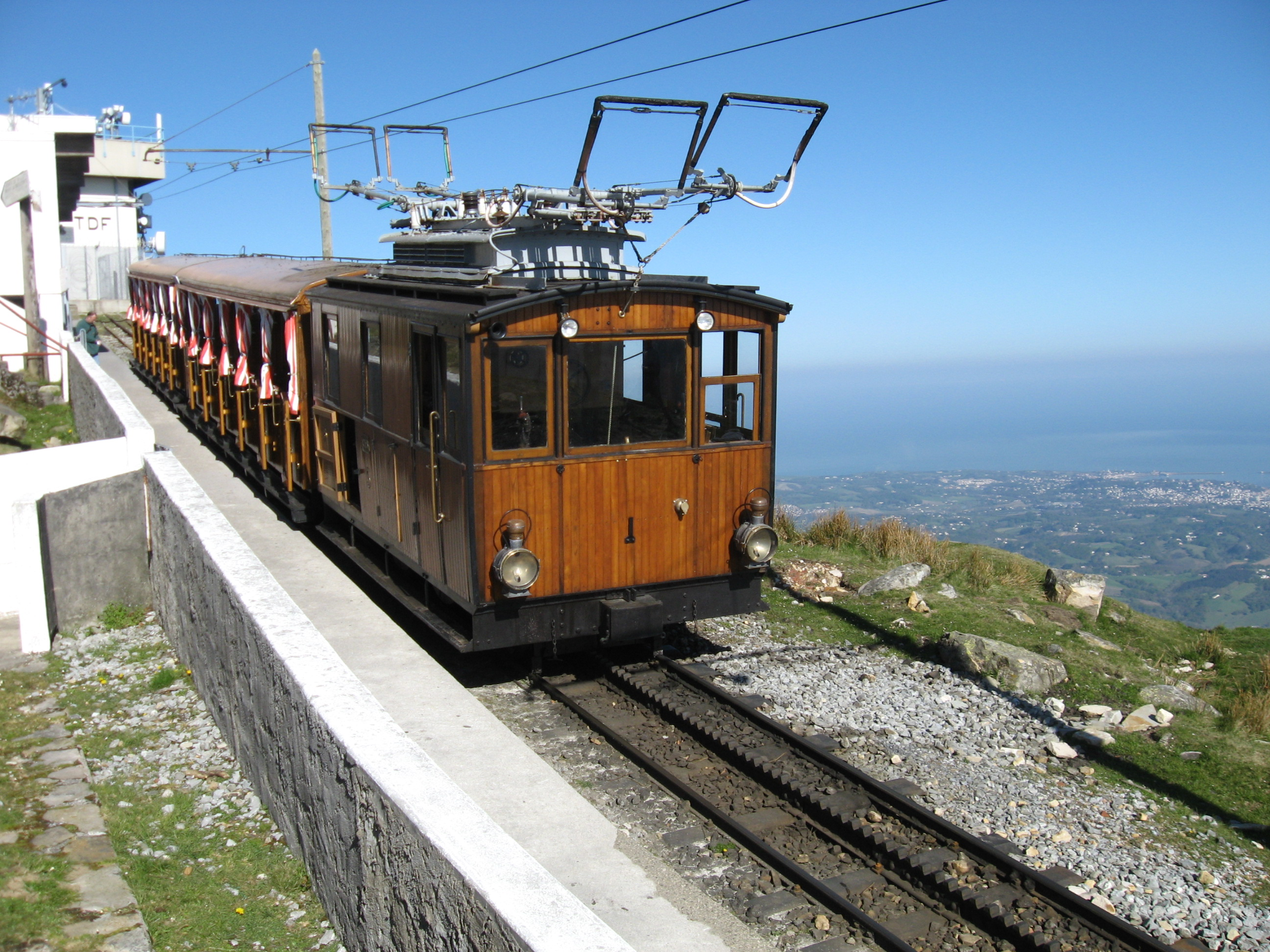
Rame du train de la Rhune.

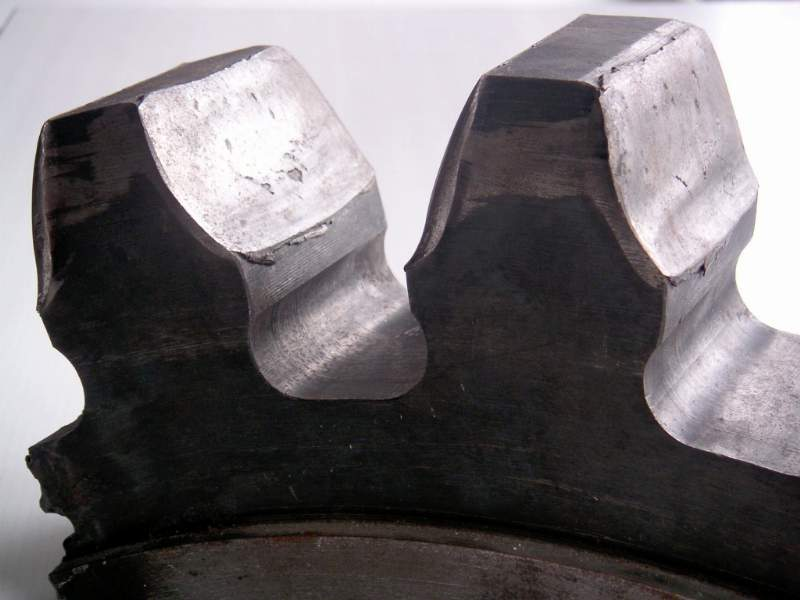
Roue dentée du train de la Rhune.

### Rames
Le matériel est toujours celui conçu en 1924. L'ensemble du parc, motrices et voitures, a été complètement restauré, contrôlé et mis aux normes peu après le changement de concessionnaire en 1996, par des entreprises spécialisées, certaines disposant des plans d'origine. Les rames comportent chacune une motrice et deux voitures voyageurs, la motrice à crémaillère étant toujours placée en aval des voitures. La motrice pousse les voitures dans la montée et les retient dans la descente, deux agents sont nécessaires à la conduite car la voiture terminale dispose d'une cabine de frein occupée par un agent.

### Motrices
Les motrices électriques ont pour modèle le prototype de la première locomotive à courant triphasé conçue en 1895 par Brown Boveri en Suisse, reproduit sur de nombreuses lignes à crémaillère.
Elles sont alimentées en courant par l'intermédiaire de deux pantographes doubles ; elles reposent sur deux essieux qui sont uniquement porteurs. Le système à crémaillère, permet deux actions : l'une est motrice et l'autre freine. Cela se fait par deux roues dentées centrales qui sont mises en mouvement par des couples d'engrenages à double démultiplication. L'énergie motrice étant fournie par les deux moteurs asynchrones triphasés de 160 ch, tournant à 750 tr/min. Les motrices sont également équipées de deux freins à main, capables d'immobiliser le train : ils agissent sur chaque roue dentée par l'intermédiaire de tambours cannelés situés de part et d'autre. Un frein moteur automatique se déclenche lorsque la vitesse dépasse 9 km/h, il arrête le train en quelques mètres.

### Voitures
Construites par les établissements Soulé de Bagnères-de-Bigorre, leur caisse est en bois vernis (lambris de châtaigniers d'Ardèche) et leur toiture en sapins des Pyrénées. Un entretien est fait chaque année, au dépôt pendant la basse saison. Le châssis repose en amont sur un bogie, et en aval sur un essieu, pour avoir un meilleur passage dans les courbes de la voie. Les voitures possèdent chacune un essieu frein, capable d'immobiliser le train dans l'urgence. Une voiture est composée de six compartiments de dix places assises, soit soixante au total.
À la suite d'un transfert en 1972, une partie du matériel roulant provient du chemin de fer à crémaillère de Luchon-Superbagnères (fermé en 1966). Toutes les caractéristiques techniques étaient similaires entre les deux lignes de chemins de fer.

### Dépôt

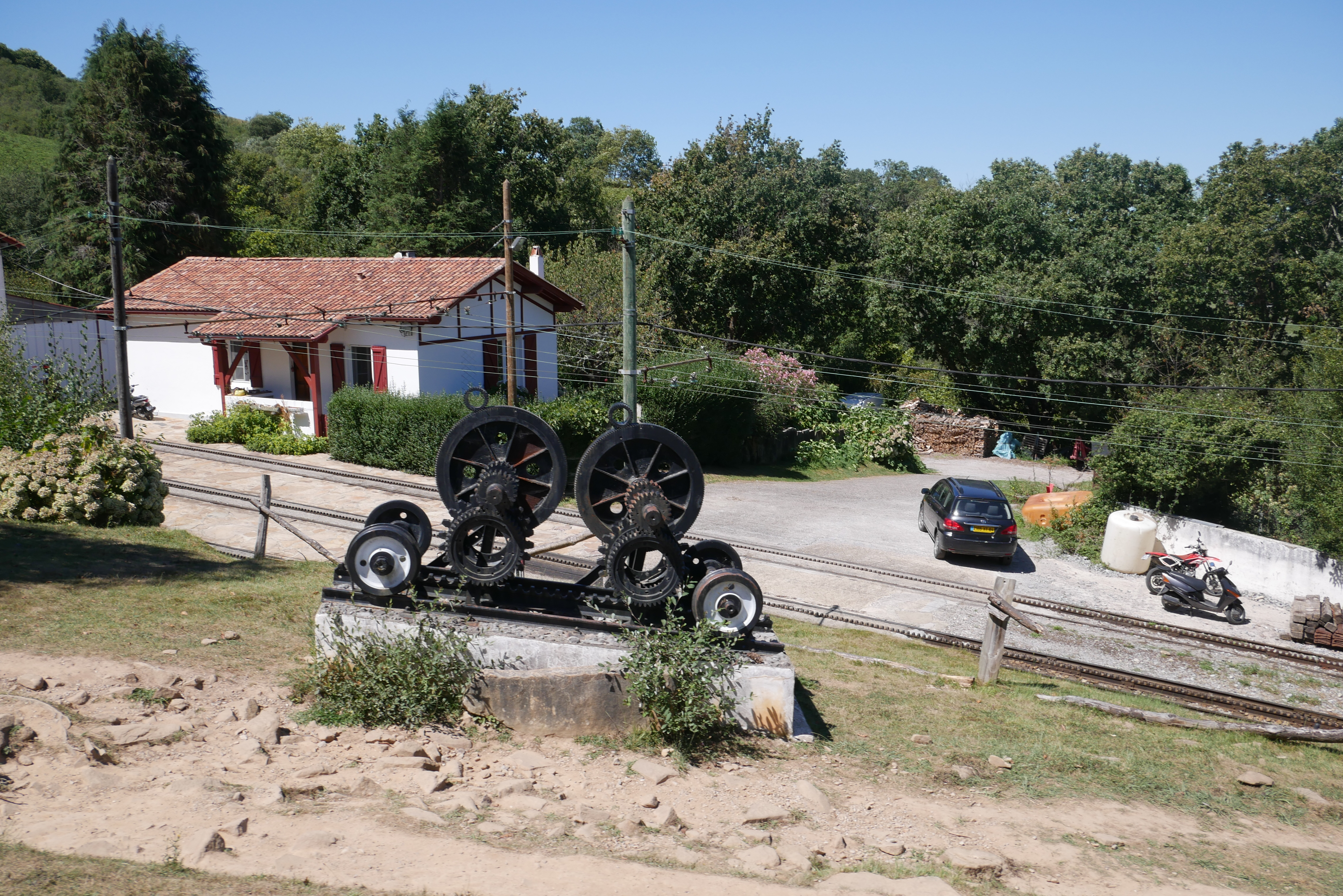
Bogie moteur

Un atelier de réparation se trouve à environ 400 m après la gare du col de Saint-Ignace. Il comporte 3 voies.

## Exploitation
Le département des Pyrénées-Atlantiques, propriétaire des infrastructures, confie l'exploitation à un concessionnaire. De 1995 à 2012 c'était une filiale de la société Transdev qui assurait l'exploitation. Auparavant la ligne était exploitée par les Voies ferrées départementales du Midi (VFDM). Depuis 2012 l’Établissement public des stations d’altitude (EPSA) exploite le chemin de fer, et dispose de six locomotives et huit voitures. Pendant la saison estivale, quatre rames sont en exploitation pour acheminer les quelque 350 000 passagers annuels.

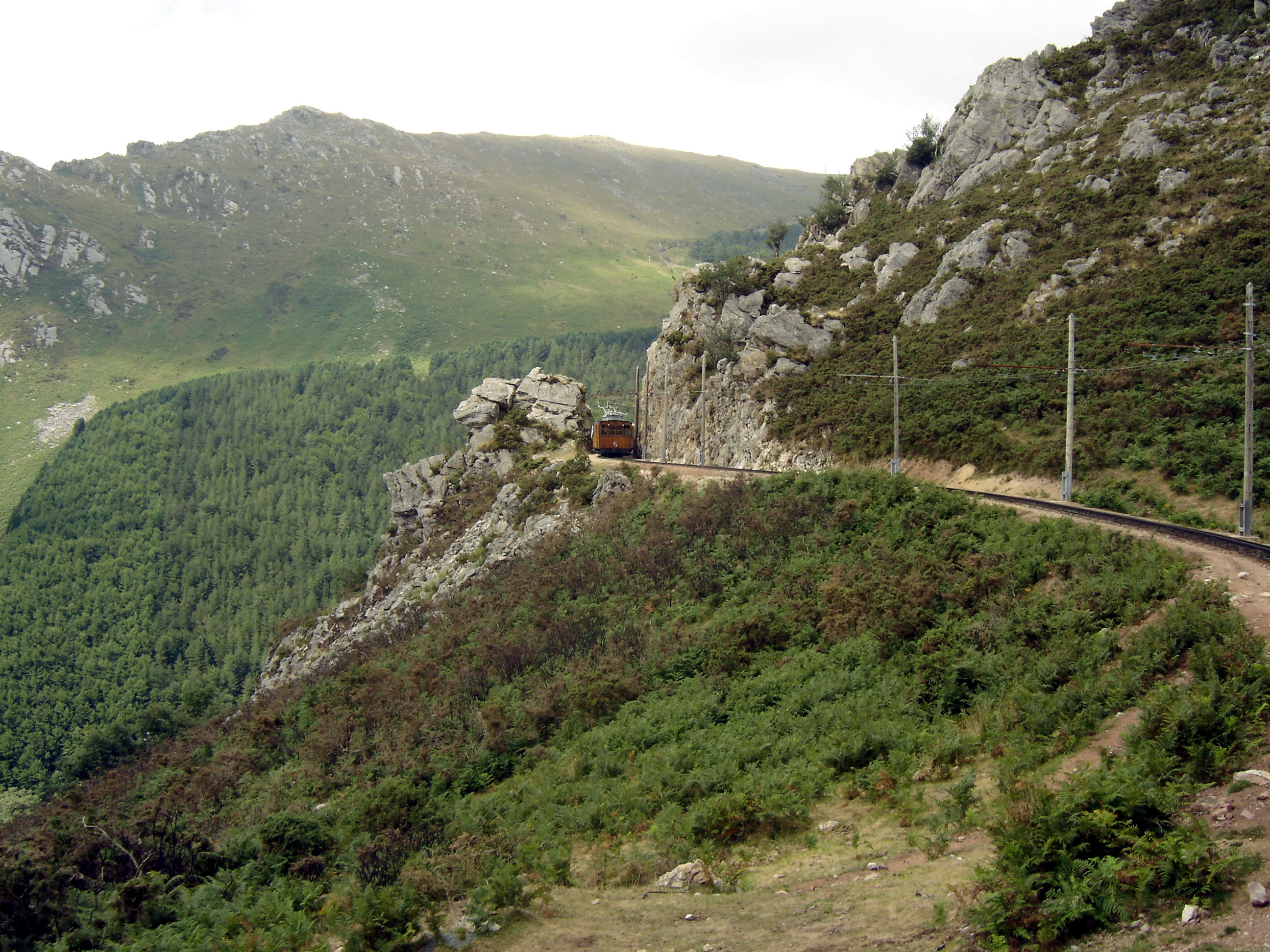
Train de la Rhune.
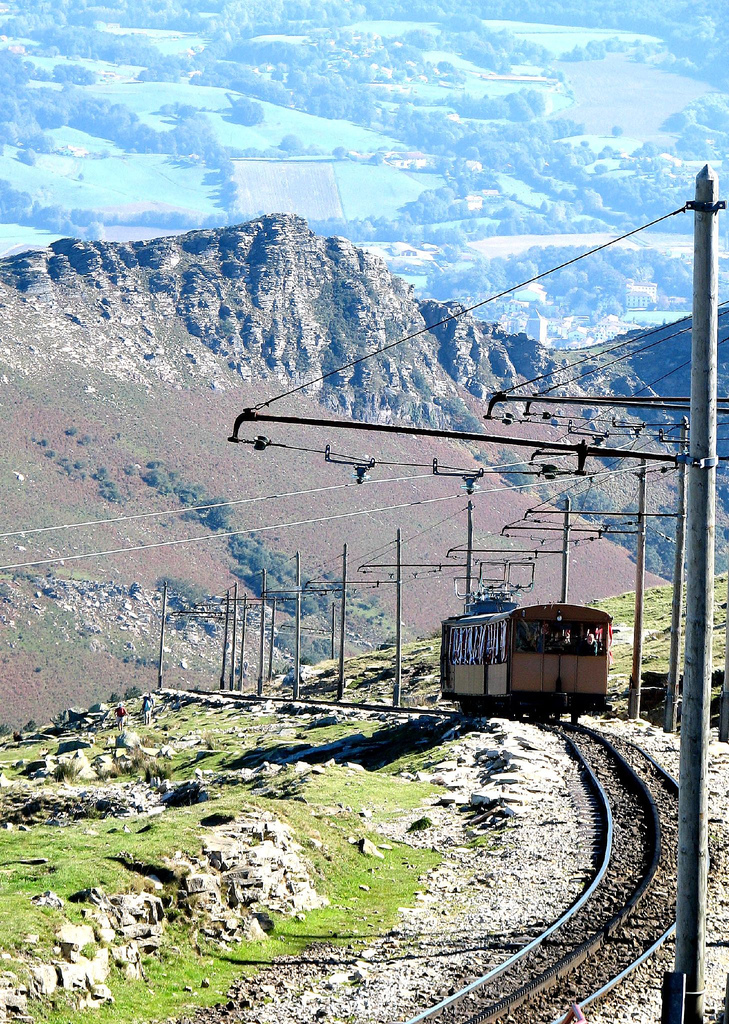
Train de la Rhune.
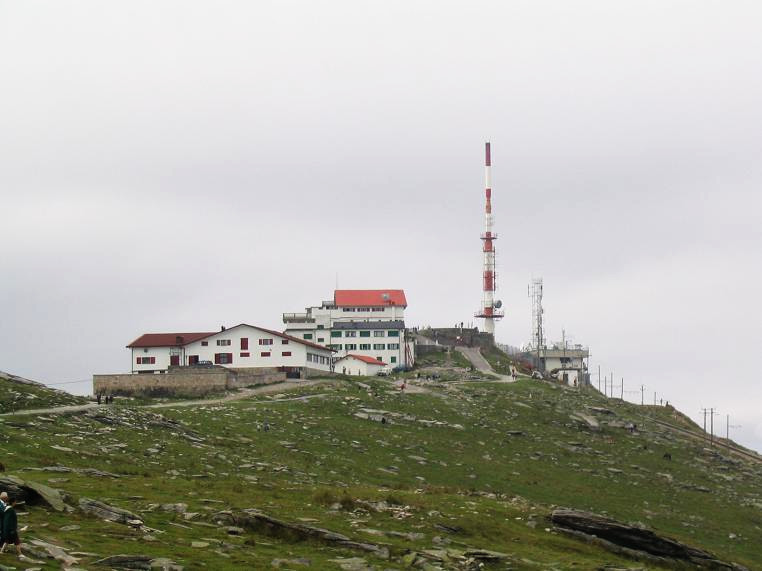
Sommet de la Rhune.
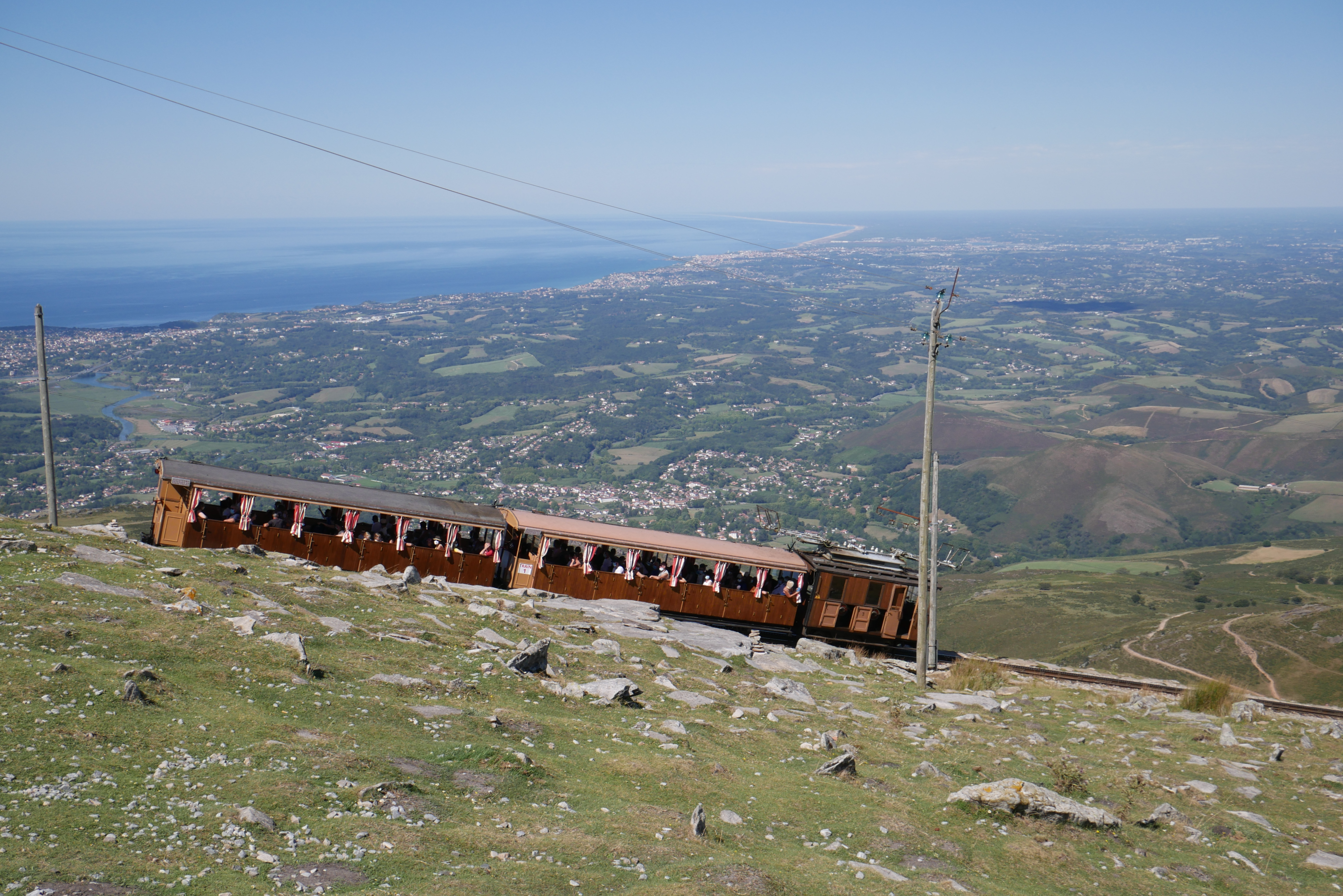
L'océan en arrière-plan

Pour des travaux de rénovation de la ligne, le Conseil départemental des Pyrénées-Atlantiques a signé le 13 octobre 2020 avec Stadler Rail, l'achat d'un locotracteur pour un coût de 3,3 millions d'euros. Les travaux de rénovations devraient débuter en 2022. 
Les travaux auront durée deux ans, d’octobre 2021 à avril 2022, puis de septembre 2022 à juin 2023, pour un investissement d’un montant de 27 millions d’euros.

## Accès
Le site est accessible par la route départementale 4. 
Un parking gratuit est disponible sur le site. 
Enfin, le site est accessible par le réseau de bus Txik Txak.